# فرودگاه کاسیموف
فرودگاه کاسیموف (به انگلیسی: Kasimovo Airport) یک فرودگاه نظامی است که یک باند فرود آسفالت دارد و طول باند آن ۲۰۰۰ متر است. این فرودگاه در شهر سن پترزبورگ کشور روسیه قرار دارد و در ارتفاع ۷۰ متری از سطح دریا واقع شده است.